# 시모다촌 (나라현)
시모다촌(下田村)은 나라현 북서부 기타카쓰라기군에 속해있던 촌이다. 현재 가시마시 서부, 킨테츠 오사카선 세키야역, 니가미역, 긴테쓰 미나미오사카선 니가미야마역 부근에 해당한다.

## 역사
- 1889년 4월 1일 - 정촌제 시행에 의해 가쓰게군 시모다촌이 성립하였다.
- 1897년 4월 1일 - 군제 시행에 의해 기타카쓰라기군으로 변경되었다.
- 1956년 4월 1일 - 고이도촌, 니조촌, 시즈미촌과 합병해 가시바정이 성립하여, 동일 시모다촌은 폐지되었다.

## 교통

### 철도
- 일본국유철도
  - 와카야마선
- 긴키 닛폰 철도
  - 오사카선

### 도로
- 국도 제165호선
- 국도 제168호선

## 참고문헌
- 가도카와 일본 지명 대사전 29 奈良県